# Lampetis exophthalma
Lampetis exophthalma es una especie de escarabajo del género Lampetis, familia Buprestidae. Fue descrita científicamente por Guérin-Méneville en 1832.